# 吉田謙二
吉田 謙二（よしだ けんじ、1938年7月19日 - 2010年9月3日）は、日本の哲学者。大阪市生まれ。バートランド・ラッセルを研究。

## 概要
同志社大学哲学科・及び哲学専攻修士課程修了後、同大学教授（1982年）、文学部長、大学院文学研究科長を経て、池坊短期大学学長を二期にわたり務める。
ラッセル研究で知られ、主な訳書はラッセルのThe Art of Philosophizing,1968（ビジネスリサーチ社刊『哲学する方法』）など。日本哲学会委員（1997年‐1999年）、日本デューイ学会理事（2004年）。

## 来歴
- 1967年 大阪電気通信大学嘱託講師（ドイツ語、論理学担当）[3]
- 1971年 同志社大学文学部専任講師（論理学、現代哲学担当）
- 1975年 同大学文学部助教授（論理学、現代哲学担当）
- 1977年 カリフォルニア大学アーバイン校客員研究員
- 1982年 同志社大学文学部教授（論理学、科学哲学担当）、クレアモント・マッケンナ大学客員教授
- 1985年 同志社大学大学院博士前期課程教授、京都大学文学部非常勤講師、同大学大学院文学研究科非常勤講師
- 1994年 同大学大学院博士後期課程教授
- 1995年 同大学文学部長、大学院文学研究科長
- 1998年 同大学アメリカ研究所長
- 2000年 同大学人文科学研究所長
- 2005年 池坊短期大学学長

## エピソード
- 他の教員からの単位取得に困っている学生は、吉田のところへ来て「『良』くらいでいいから、頼んでくれ」と言っていたという[4]。

## 著書
- 『現代哲学の真理論―ポスト形而上学時代の真理問題』、世界思想社、2009年

ほか多数